# Trinity Revisited
Trinity Revisited è un album in studio del gruppo musicale canadese Cowboy Junkies, pubblicato nel 2007.
È il remake dell'album The Trinity Session, pubblicato dal gruppo nel 1988.

## Tracce
1. Mining for Gold – 1:36 (tradizionale, arr. James Gordon)
2. Misguided Angel (con Natalie Merchant, featuring Ryan Adams) – 4:49 (Margo Timmins, Michael Timmins)
3. Blue Moon Revisited (Song for Elvis) (con Vic Chesnutt) – 5:38 (Margo Timmins, Michael Timmins, Richard Rodgers, Lorenz Hart)
4. I Don't Get It (featuring Ryan Adams) – 3:54 (Margo Timmins, Michael Timmins)
5. I'm So Lonesome I Could Cry (featuring Vic Chesnutt, Ryan Adams) – 6:16 (Hank Williams)
6. To Love Is to Bury (voce principale di Natalie Merchant) – 3:32 (Margo Timmins, Michael Timmins)
7. 200 More Miles (voce principale di Ryan Adams) – 5:18 (Michael Timmins)
8. Dreaming My Dreams with You (featuring Vic Chesnutt) – 3:52 (Allen Reynolds)
9. Working on a Building – 6:38 (tradizionale)
10. Sweet Jane (featuring Ryan Adams) – 8:45 (Lou Reed)
11. Postcard Blues (voce principale di Vic Chesnutt) – 3:36 (Michael Timmins)
12. Walkin' After Midnight – 5:20 (Don Hecht, Alan Block)

## Formazione
Cowboy Junkies
- Margo Timmins – voce
- Michael Timmins – chitarra
- Alan Anton – basso
- Peter Timmins – batteria

Altri musicisti
- Jeff Bird – mandolino, armonica, violino, fiddle
- Ryan Adams – voce (tracce 7 e 10), cori (traccia 2), chitarra, batteria
- Natalie Merchant – voce (tracce 2 e 6), cori, piano
- Vic Chesnutt – voce (tracce 3 e 11)